# Thomas Buhé

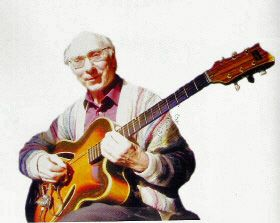
Thomas Buhé (undatiert)

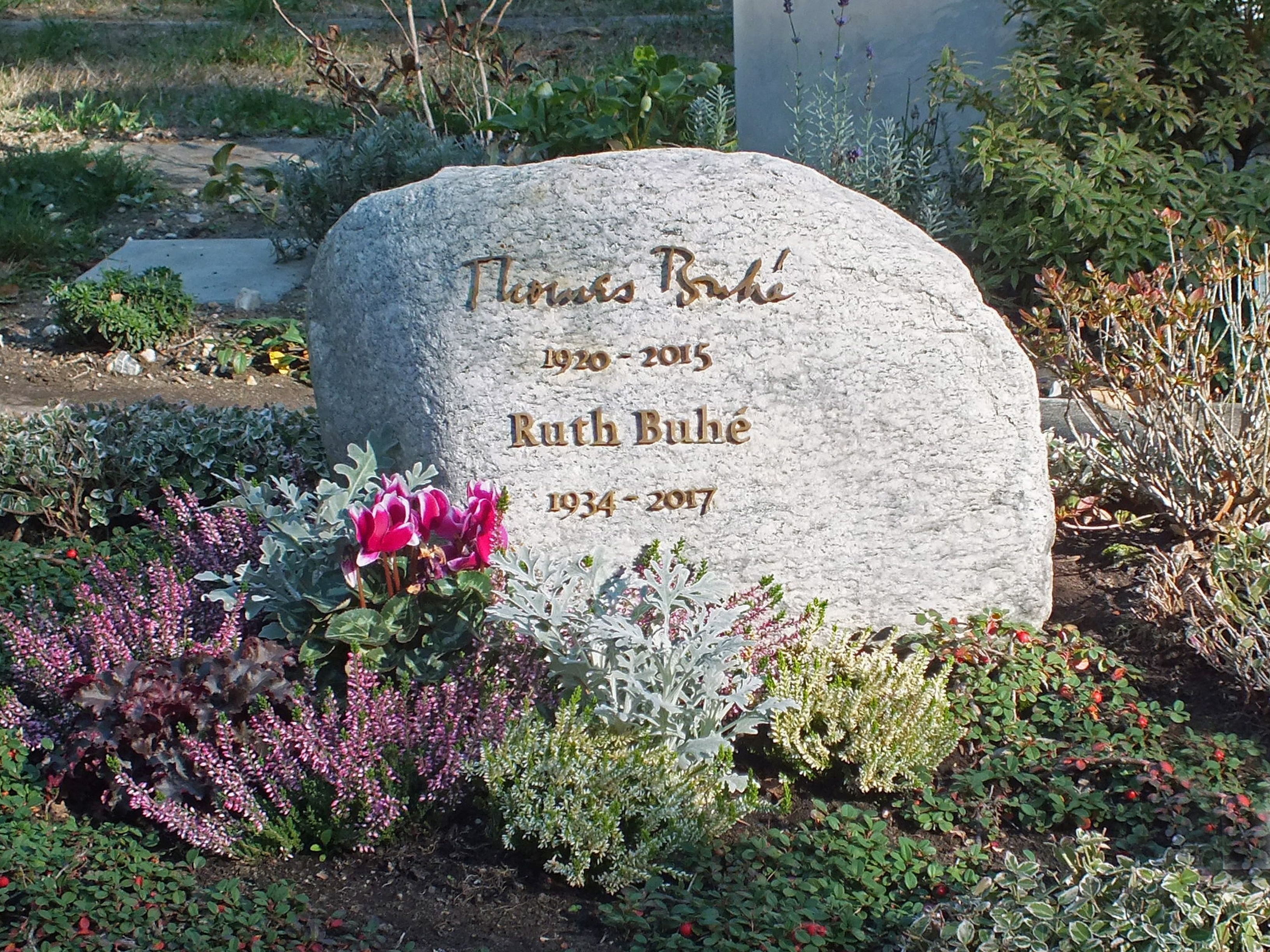
Sein Grab auf dem Leipziger Südfriedhof (2018)

Thomas Buhé (* 26. September 1920 in Berlin; † 14. September 2015 in Leipzig) war ein deutscher Jazzgitarrist, Autor und Musikpädagoge.

## Wirken
Thomas Buhé gilt als Vater der Jazzgitarrenausbildung der DDR. Schon 1921 zog er mit seiner Familie nach Leipzig, da sein Vater dort eine Professur erhalten hatte. Durch die kammermusikalische Betätigung seines Vaters wuchs er im Umfeld der klassischen Musik auf. Ab 1937 lernte er Klarinette bei Franz Hammerla, dem 2. Klarinettisten des Gewandhausorchesters. Durch die Kontakte zu seinem Bruder Klaus – insbesondere den Berlin-Besuch im Jahre 1937 – wurde er angeregt, autodidaktisch Jazzgitarre zu lernen. Seit 1945 trat er bis ins hohe Alter regelmäßig als Solist sowie als Mitglied verschiedener Ensembles auf, wirkte als Komponist, Arrangeur und Gitarrenlehrer, war bei Rundfunkübertragungen und auch von Anbeginn beim Deutschen Fernsehfunk dabei. 1970–1985 war er Dozent an der neu gegründeten Abteilung Tanz- und Unterhaltungsmusik der Hochschule für Musik Franz Liszt Weimar; parallel hatte er 1975–1987 einen Lehrauftrag an der Hochschule für Musik und Theater Felix Mendelssohn Bartholdy Leipzig. Er entwickelte die ersten Lehrpläne für E-Gitarre in der DDR. Zu seinen Studenten zählen viele bedeutende Gitarristen der ostdeutschen Musikszene, darunter z. B. Joe Sachse. Zahlreiche Publikationen zur Jazzgitarre wurden von ihm zwischen 1954 und 1993 verfasst und gelten als Standardwerke der ostdeutschen Gitarrenliteratur. Seine Erlebnisse während des Dritten Reiches und in der DDR hielt er in seiner Autobiographie „Mein Kaleidoskop“ fest. Thomas Buhé war der Sohn des deutschen Malers und Grafikers Walter Buhe und der jüngere Bruder von Klaus Buhé.

## Schüler
- Herbert Dietze (* 1938), Gitarrist, Komponist und Musikpädagoge
- Walter Thomas Heyn, Gitarrist, Komponist und Musikpädagoge
- Wolfgang Kühn (* 1947), Gitarrist und Musikpädagoge
- Günther Rothe, Gitarrist und Maler

## Publikationen
- 1954: Vier Duette für Plektrumgitarre. Harth.
- 1964–1968: Folge von Gitarrebearbeitungen Pop und Jazz. Lied der Zeit.
- 1967: Chantille, Gitarrensätze zu „neuen“ Liedern. Hofmeister.
- 1963: Schule für Plektrumgitarre. Deutscher Verlag für Musik.
- 1970: Rhythmisch-stilistische Studien für Jazzgitarre. Deutscher Verlag für Musik.
- 1974: Guitar à la carte. 8 moderne Soli für Plektrumgitarre. Deutscher Verlag für Musik. Neuauflage: Bärenreiter, 1987.
- 1976: mit Vladimir Hora: Die Bassgitarre. 4 Bände. Prag. DWM
- 1980: All mein' Gedanken. Begleitsätze und Spielanleitung für 280 deutsche Volkslieder zur Gitarre. Edition Peters.
- 1982: Die Beatles. Biographie von Gottfried Schmiedel. 25 Transkriptionen für Gitarrengruppe. Edition Peters.
- 1984–1988: mit Vladimir Iliew: Die Plektrumgitarre. Kompendium für Lehrende und Lernende. 3 Bände. Deutscher Verlag für Musik.
- 1986: Brasilianische Skizzen für Gitarre. Pro Musica.
- 1993: Gitarrensätze für das Gitarrenbuch zum Evangelischen Gesangbuch.
- 2004: Mein Kaleidoskop. Autobiografie. Revidiert 2007. Eigenverlag.